# Torger Nergård
Torger Nergård (né le 12 décembre 1974 à Trondheim, en Norvège) est un curleur norvégien.

## Palmarès

### Jeux olympiques
| Édition    | Salt Lake City 2002 | Turin 2006 | Vancouver 2010 |
| Classement | Or                  | 5e         | Argent         |

### Championnats du monde
| Édition    | Kamloops 1998 | Gävle 2004 | Lowell 2006 | Edmonton 2007 | Grand Forks 2008 | Moncton 2009 | Cortina d'Ampezzo 2010 | Regina 2011 | Bâle 2012 | Pékin 2014           | Halifax 2015             |
| Classement | 5e            | 4e         | Bronze      | 8e            | Bronze           | Bronze       | Argent                 | 4e          | 4e        | Médaille d'or, monde | Médaille d'argent, monde |